# Kasteel Esch-sur-Sûre
Het kasteel van Esch-sur-Sûre (Frans: Château d'Esch-sur-Sûre) is heden ten dage een ruïne gelegen in de Luxemburgse stad Esch-sur-Sûre. Het kasteel kent een deels natuurlijke bescherming door een scherpe meander in de rivier de Sûre die de stad en het kasteel aan drie kanten omringt.

## Geschiedenis
In 927 verwierven een zekere Meginaud of Maingaud en zijn vrouw Hiletrude de rots van Esch-sur-Sûre, waar zij een romaanse toren van acht bij acht meter en enkele boerderijen lieten bouwen. Het kasteel werd aanzienlijk vergroot in de Gotische stijl door de twee laatste graven van Esch in de 13e eeuw.
Door de introductie van buskruit in de 15e eeuw was extra verdediging nodig. Het hele dorp werd versterkt met een stevige muur die zich 450 meter rond het dorp uitstrekte, compleet met twee verdedigingstorens. De ronde uitkijktoren of Lochturm tegenover de donjon werd ook gebouwd in de 15e eeuw, net als de toegangspoort en de kasteelstallen.
De staat van het kasteel begon te verslechteren in het midden van de 16e eeuw en in 1685 werd het kasteel door de troepen van Lodewijk XIV ontmanteld. Het kasteel viel in de handen van gewone mensen. Toen Victor Hugo het dorp in 1871 bezocht, woonden er nog steeds verschillende families. In 1902 kocht de Egyptenaar Martin Riano d'Hutzt de ruïnes van de staat voor 1000 francs. Hij huurde de architect Charles Arendt voor restauratiewerkzaamheden en de kapel werd in 1906 gerestaureerd, maar toen bleek het geld op te raken.
Alleen de ruïnes van het kasteel zijn bewaard gebleven. De staat verwierf in 2005 de ruïne en het volgende jaar werd begonnen met restauratiewerkzaamheden. De ruïne is vrij toegankelijk voor het publiek en wordt 's avonds verlicht.

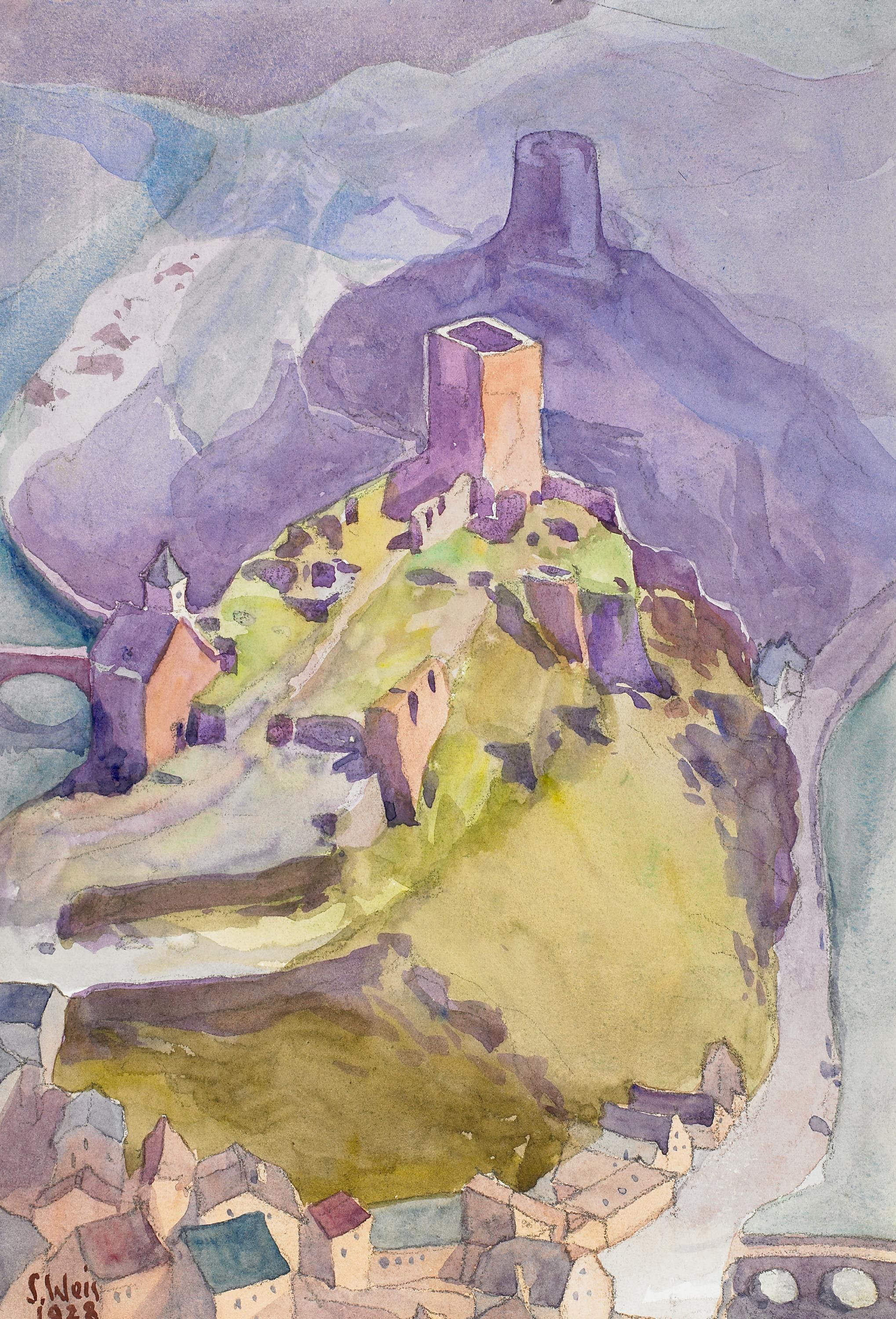
Aquarel van het kasteel (Sosthène Weis, 1928)